# Jean-Paul Hütter
Jean Paul Hütter (1908-1944 o 1951) fue un historiador de la economía y americanista francés, colaboracionista con la Alemania nazi.

## Biografía
Nacido en 1908 y de origen alsaciano, fue historiador de la economía y americanista. Adoptó una actitud colaboracionista con la Alemania nazi. Se refugió en Sigmaringa en 1944 tras la caída de la Francia de Vichy, al estar condenado a muerte en su país. Llegó a unirse a la Wehrmacht. Falleció, según la fuente, en 1944 o 1951. Colaborador hacia 1939 de Annales d'histoire sociale, fue autor de obras como L'incidence économique de la frappe de monnaie d'argent aux États- Unis de 1878 à 1893 (1938) o La Question de la monnaie d'argent aux Etats-Unis des origines à 1900 (1938).